# Szymanki
Szymanki (deutsch Klein Schiemanen) ist ein Dorf in der polnischen Woiwodschaft Ermland-Masuren. Es gehört zur Gmina Wielbark (Stadt-und-Land-Gemeinde Willenberg) im Powiat Szczycieński (Kreis Ortelsburg).

## Geographische Lage
Szymanki liegt in der südlichen Mitte der Woiwodschaft Ermland-Masuren, elf Kilometer südlich der Kreisstadt Szczytno (deutsch Ortelsburg).

## Geschichte
Die Gründungsurkunde des Dorfes Klein Schiemanen (nach 1820 Klein Schimanen) ist verloren gegangen. In einer Handfeste vom 31. Dezember 1788 findet sich der Hinweis, dass das Dorfareal bereits 1722 vermessen war. 1841 wohnten in Klein Schiemanen 41 Schatullbauern.
Im Jahre 1874 wurde das Dorf in den neu errichteten Amtsbezirk Schiemanen (polnisch Szymany) eingegliedert, der bis 1945 bestand und zum ostpreußischen Kreis Ortelsburg gehörte.
Die Zahl der Einwohner in Klein Schiemanen belief sich 1910 auf 365, 1933 auf 427 und 1939 auf 422.
Aufgrund der Bestimmungen des Versailler Vertrags stimmte die Bevölkerung in den Volksabstimmungen in Ost- und Westpreußen am 11. Juli 1920 über die weitere staatliche Zugehörigkeit zu Ostpreußen (und damit zu Deutschland) oder den Anschluss an Polen ab. In Klein Schiemanen stimmten 267 Einwohner für den Verbleib bei Ostpreußen, auf Polen entfielen keine Stimmen.
Mit der Überstellung des gesamten südlichen Ostpreußen in Kriegsfolge 1945 an Polen wechselte auch Klein Schiemanen die staatliche Zugehörigkeit. Das Dorf erhielt die polnische Namensform „Szymanki“ und ist heute mit dem Sitz eines Schulzenamtes (polnisch Sołectwo) eine Ortschaft im Verbund der Stadt- und Landgemeinde Wielbark (Willenberg) im Powiat Szczycieński (Kreis Ortelsburg), bis 1998 der Woiwodschaft Olsztyn, seither der Woiwodschaft Ermland-Masuren zugehörig. Die Zahl der Einwohner belief sich 2011 auf 195.

## Kirche

### Evangelisch
Bis 1945 gehörte Klein Schiemanen evangelischerseits zur Kirche in Groß Schiemanen in der Kirchenprovinz Ostpreußen der Kirche der Altpreußischen Union. Heute ist das Dorf Szymanki in die Kirche in Szczytno in der Diözese Masuren der Evangelisch-Augsburgischen Kirche in Polen eingepfarrt.

### Römisch-katholisch
Katholischerseits war das Dorf vor 1945 zur Stadt Willenberg im damaligen Bistum Ermland ausgerichtet. Heute ist Szymanki in die Pfarrei Szymany im jetzigen Erzbistum Ermland eingegliedert.

## Schule
Die Dorfschule in Klein Schiemanen war eine Gründung des Königs Friedrich Wilhelm III. und erhielt 1926 einen Neubau.

## Verkehr
Szymankyi liegt an der bedeutenden Nord-Süd-Verbindung der polnischen Landesstraße 57 (frühere deutsche Reichsstraße 128), die durch die Woiwodschaft Ermland-Masuren verläuft und im nördlichen Bereich der Woiwodschaft Masowien endet. Die nächste Bahnstation ist Szymany (Groß Schiemanen) an den beiden Bahnstrecken von Ostrołęka/Chorzele nach Szczytno (derzeit nicht regulär befahren) sowie von Szymany zum Bahnhof Szymany Lotnisko (Flughafen Olsztyn-Mazury).